# 対魔忍アサギ
『対魔忍アサギ』（たいまにんアサギ、TAIMANIN ASAGI）は、2005年にLilithより発売されたアダルトゲームであり、対魔忍シリーズの通算1作目である。略記にはTNAがある。
本作は、対魔忍・井河アサギと宿敵・朧の戦いを描く一方、この時点では対魔忍の統一組織である「五車」はまだなく、各勢力がそれぞれの「忍びの里」に拠点を置いている状態である。
原画&キャラクターデザインはカガミで、これ以降『対魔忍ユキカゼ』『ユキカゼ2』『紅』などを除いて恒例となる。
本作はOVAやアダルトビデオなどのメディアミックスが展開された。
のちに対魔忍シリーズの通算2作目として発売された『対魔忍アサギ外伝 カオス・アリーナ編』（たいまにんアサギがいでん カオスアリーナへん、以下：『カオス・アリーナ編』）では、語られていなかったスネークレディや朧との戦いと凌辱を描いた内容となっている）。
本項では、『カオス・アリーナ編』についても併せて解説する。

## リリース
2005年12月開催『コミックマーケット69』では『カオス・アリーナ編』が頒布され、のちにダウンロード版が配信されたほか、『PREMIUM BOX』にも収録されている。
また、2006年には、CG・シナリオ等を追加したリメイク版『対魔忍アサギ 完全版』がLilithの姉妹ブランド・ANIME LiLiTHから発売された。『対魔忍アサギ 完全版』は、後に発売された『PREMIUM BOX』にも内容を一部変更した上で収録された。

### 英語版の配信に向けた動き
2019年8月19日、シリーズ監修者の笹山逸刀斎がダウンロードサービス・Steamで『対魔忍アサギ』の配信を検討する旨をツイートし、関心が寄せられた。本作は全4話のアドベンチャーゲームとしてSteamに掲載されていたが、最終的には配信が認められず、ストアページは取り下げ処分となった。
笹山は2019年9月5日のツイートの中で、Steamでは未成年と疑われるビジュアルの審査が厳しかったと振り返る一方、日本においても同様の表現に対する締め付けが厳しくなっていることを触れたうえで次回作である「人妻もの」の配信ではこの経験を生かしていきたいとも話している。
一般向けのゲームを中心に扱う日本のニュースサイト・AUTOMATONのMinoru Umiseは本作のストアページに露骨なCGが公開されていたことにふれ、他のアダルトゲームのようにSteamで一般向けの内容を配信しつつもSteam外で性的描写を含んだパッチを配布する方式ではなく、成人向けの内容をそのままSteamで配信しようとしたことが落選の原因の一つではないかとしている。さらに、Umiseは笹山が前述のツイートの中で「できれば内容を変えずに発売したいのですが」と発言していたことについて触れ、このときの配信が次に生かすためのダメ元の挑戦だったのではないかと推測している。一方、アメリカ合衆国のゲーム系ニュースサイト「Niche Gamer」の Ryan Pearsonは落選の原因として、本作のストアページには18歳未満の登場人物が登場しない旨が記載されていた一方で学生服を着たキャラクターが出てきたことを挙げている。

## あらすじ
対魔忍アサギ
最強の対魔忍と謳われるアサギは魔に堕ちた忍・朧を殺害する。その後、アサギは引退し、恋人の恭介、対魔忍を志す妹のさくらと平穏な日々を過ごしていた。ある日、死したはずの朧が対魔忍を殺して回っているという情報が寄せられ、アサギは朧に立ち向かうことを決意する。ところが、朧は恭介の身体を乗っ取っており、アサギに催眠をかけてとらえた挙句、全身の感度を増強する改造を施す。その後、アサギは恭介ごと朧を切り伏せ、さらにその裏にいた井河の長老たちを皆殺しにする。

## 登場人物

### 『アサギ』
井河 アサギ（いがわ アサギ）
声 - 中瀬ひな（現なかせひな）
主人公。かつて伊賀流と呼ばれた忍者をルーツとする人魔外道を葬る最強の「対魔忍」であり、その圧倒的な力量で魔物達を葬り去る。対魔忍を総べる井河家の跡取りだが、両親は彼女が幼いころに亡くなり、現在は妹のさくらと2人暮し。幼馴染の沢木恭介とは恋仲。身長167センチメートル。得物の忍刀「悪鬼六文」による「逸刀流」の剣術、異能系忍法「隼の術」（隼の術“疾風”とも）、『アサギ3』では約6秒の間に高速移動する「光陣華」、蹴り技の対魔殺法「刀脚」などの使い手。23歳。紫を基調とした対魔忍スーツを身にまとう。3年前の一件から朧に恨まれるようになり、囚われたのち性感帯の感度を常人なら発狂する3,000倍へと身体改造され、今後長きに渡って昼夜問わず強靭な精神力で抑え込まなければならない弱点を抱えることになってしまう。さらに催眠刻印を施され自由意志をも奪われ、カオス・アリーナで一方的な敗北と凌辱の限りを尽くされる。
『カオス・アリーナ編』では、スネークレディ、ふたなり化した朧、一般人の男たちなどに凌辱される。

朧（おぼろ）
声 - 児玉さとみ、榎津まお（『the Nightmare』）
魑魅魍魎と結託する多国籍複合企業体「ノマド」に与し、東京キングダムで朧忍軍を率いる元対魔忍で、「マダム」と呼ばれている。手甲から伸びる片刃の刀身状の鉤爪を得物とするほか、強力な呪術系忍法「催眠刻印」を使う。物語の3年前にアサギによって一度は殺されるが、醜い肉腫のような姿の下等妖魔に身を宿して生き延びており、復讐のため恭介に寄生したのち肉体そのものを奪ってかつての姿を取り戻し、恭介の肉体ごと命を人質にする。
デザイナーを務めたカガミがお気に入りと述べている。
『カオス・アリーナ編』ではアサギを電車に連れ込み、宿主である恭介の性器を実体化させて犯しつつ、スネークレディや多数の男たちと痴漢&SMプレイで凌辱した。

井河 さくら（いがわ さくら）
声-逢川奈々（『アサギ』および『アサギ完全版』）、黒岩心々（『PREMIUM BOX版 アサギ完全版』）。
アサギの妹で、姉思いの活発な少女。姉同様に優れた才能の持ち主だが、力量的には未熟なところがある。得物はアサギと色違い刀身の忍刀で、影の中を自由に出入りすることができる異能系忍法「影遁の術」の使い手。推定15歳。朧に捕らえられたアサギを独断で救出に向かうが失敗し、同様に性感帯を3000倍に改造されてしまいアサギのように精神力で対抗できないため今後長きに渡って定期的に特別な抑制薬を服用しなければならない弱点を抱えるようになってしまう。

エドウィン・ブラック (Edwin Black)
犯罪組織「ノマド」の創始者。生まれながらの吸血鬼で、人間が変じた吸血鬼と違い、伝承上の弱点はなく、日光も平気である。自らの生命の危機を得がたい最大の興奮としており、『紅』に至る過去に交雑に対する特異体質を持つ人間の女性・心願寺楓との間に2児をもうけ、成長後にその脅威足り得るかを試したことがある。その後は入れ替わるように台頭したアサギに可能性を見出し興味をもち因縁の間柄となる。
沢木 恭介（さわき きょうすけ）
アサギの幼馴染にして婚約者。26歳。朧に肉体を乗っ取られたことが原因で、アサギを窮地に陥れてしまう。
アサギの祖父
対魔忍を総べる統領にしてアサギたちの祖父。対魔忍は引退していたが、アサギが対魔忍を引退したために復帰した。彼女が引退する前に朧の暗殺を依頼している。
パワーレディ
声 - 逢川奈々（『アサギ』『アサギ完全版』
カオス・アリーナの闘奴（奴隷娼婦と同義の女戦士）の1人。
スネークレディ
声 - 金松由花
『カオス・アリーナ編』にて登場。ナーガ族の両性具有者で、エドウィン・ブラックと友人関係にある。カオス・アリーナでは一戦士として登録されており、ローションプールファイトで人気を博している。スネークレディとはリングネームであり本名はカリヤ（Kaliya）。触れるだけであらゆる毒を注入できる「スネークポイズン」の使い手。殴り合いからの拷問器具責めが多いパワーレディとは異なり、アサギを愛でるようなフェムドムプレイと朧を交えた電車内での痴漢&SMプレイなどで凌辱した。

## メディアミックス

### OVA
『アサギ完全版』を原作とする別名のアダルトアニメ（OVA作品）。制作はPixy。ダウンロード販売とビデオグラム媒体にて、2007年から2012年にかけてリリースされた。
- タイトル
  - 『対魔忍アサギ Vol.01 逆襲の朧』DL&DVD-ROM/廉価版[注 6]、2007年2月24日&3月2日/2012年6月29日、PXY-60006/PXYD-022SO
  - 『対魔忍アサギ Vol.02 姦獄のアリーナ』…、2007年8月11日&31日/…、PXY-60012/PXYD-023SO
  - 『対魔忍アサギ Vol.03 姉妹、相打つ！』…、2008年1月26日&2月1日/…、PXY-60017/PXYD-024SO
  - 『対魔忍アサギ Vol.04 闇に舞うくノ一』[注 7]…、2008年8月23日&29日/…、PXY-60024/PXYD-025SO
  - 『対魔忍アサギ DVD-BOX』DVD-ROMのみ、2009年5月1日、PXB-10003：描き下ろしの映像特典とブックレットを同梱。
- キャスト：すべて原作とは異なる・新規の役者。
  - 井河アサギ/高奈ゆか
  - 井河さくら/只野萌
  - 朧/今井美月
  - 沢木恭介/樹志一孝
  - エドウィン・ブラック/比留間京之介
  - 長老、Vol.1ナレーション/タケムラ
  - 老人/コガタナ・マン：オリジナルキャラクター。
- スタッフ
  - 監督・演出：むらかみてるあき
  - 脚本：山口一（vol.01）
  - キャラクターデザイン・作画監督：むらかみてるあき
- エンディングテーマ：「無限連歌 」

歌/小田ユウ、作詞・作曲・編曲/Meeon

### アダルトビデオ
対魔忍アサギ
『アサギ』を原作とするアダルトビデオ。2010年4月7日にアタッカーズ（スーパースペシャル）レーベルよりリリース。後述のZIZレーベル作品との区別で「アタッカーズ版」と注釈されてもいる。
- キャスト
  - 井河アサギ/青山菜々
  - 井河さくら/国見奈々：髪が黒髪になっている。
  - 朧/石原あすか：髪が茶髪になっている。
  - 恭介/
  - エドウィン・ブラック/
  - オーク/
  - ボロ/不明：オリジナルキャラクターで朧の部下。
- オープニングテーマ：「無限連歌 」

歌/小田ユウ、作詞・作曲・編曲/Meeon。

対魔忍アサギ 淫謀の東京キングダム
対魔忍アサギ ANOTHER STORY ～終わらない拘束調教アクメ～
『アサギ』を原作とするアダルトビデオ。井河アサギに焦点を当てたオリジナルストーリー。2016年1月29日にリリス系列のZIZレーベルよりリリース。
- キャスト
  - 井河アサギ/上原亜衣

対魔忍さくら ANOTHER STORY ～学園に潜む魔物たち～
『アサギ』を原作とするアダルトビデオ。井河さくらに焦点を当てたオリジナルストーリー。2016年2月26日にリリス系列のZIZレーベルよりリリース。
- キャスト
  - 井河さくら/松本メイ

裏切りの対魔忍 朧 ANOTHER STORY ～屈辱の奴隷調教～
『アサギ』を原作とするアダルトビデオ。朧に焦点を当てたオリジナルストーリー。2016年5月27日にリリス系列のZIZレーベルよりリリース。
- キャスト
  - 朧/篠田あゆみ
  - アズール/篠宮ゆり

対魔忍アサギ ANOTHER STORY ～奴隷娼婦、墜落の対魔忍～
『アサギ』を原作とするアダルトビデオ。敵の罠に捕らえられるオリジナルストーリー。2016年9月1日にリリス系列のZIZレーベルよりリリース。
- キャスト
  - 井河アサギ/澁谷果歩
  - 井河さくら/尾上若葉
  - 八津紫/森はるら

鋼鉄の魔女アンネローゼ VS 対魔忍アサギ ～2大ヒロイン屈辱のアヘ顔陥落～ル
『アサギ』を原作とするアダルトビデオ。本作が初の実写化となる「鋼鉄の魔女アンネローゼ」とのコラボレーション。2017年9月1日にリリス系列のZIZレーベルよりリリース。
- キャスト
  - アンネローゼ/波多野結衣
  - アンネローゼ（新月時）/佳苗るか
  - 井河アサギ/三原ほのか

### 小説
対魔忍アサギ
監修LiLiTH、著者蝦沼ミナミ、絵カガミによる『アサギ』を原作とする同名のノベライズ版。
- 『対魔忍アサギ』ぷちぱら文庫30、2011年10月29日発売、ISBN 978-4-89490-700-3

## 反響
本作に登場する個性的なキャラクターやニッチなHシーンはのちにネットミームにもなった。中でも、「感度3000倍」というフレーズは、対魔忍シリーズにおける一般向け作品の宣伝文句や、対魔忍シリーズとは無関係のコミュニティにおいても用いられた。

## 評価
Media Clipのイ・ヤン提督は、『対魔忍アサギ』本編について、選択肢の絶対数は少ないものの、選択肢と選択肢の間のテキスト量が多めであるため、読みごたえに不満はないとした一方、繰り返し何度も遊べる分岐構造ではない点を割り切る必要があると述べている。また、イ・ヤン提督は『カオス・アリーナ編』のHシーンの内容はよかったとしつつも、ボリューム不足が否めなかったとしており、おまけシナリオのような感覚だったと述べている。